# NGC 6175/2
NGC 6175/2 је елиптична галаксија у сазвежђу Херкул која се налази на NGC листи објеката дубоког неба.
Деклинација објекта је + 40° 37' 41" а ректасцензија 16h 29m 58,0s. Привидна величина (магнитуда) објекта NGC 6175 износи 14,0 а фотографска магнитуда 15,0. NGC 61752 је још познат и под ознакама UGC 10422, MCG 7-34-87, CGCG 224-50, PGC 58362.